# آوگوست شلنبرگ
آوگوست شلنبرگ (انگلیسی: August Schellenberg؛ ۲۵ ژوئیهٔ ۱۹۳۶ – ۱۵ اوت ۲۰۱۳) یک هنرپیشه اهل کانادا بود. وی بین سال‌های ۱۹۷۰ تا ۲۰۱۳ میلادی فعالیت می‌کرد.
از فیلم‌ها یا برنامه‌های تلویزیونی که وی در آن نقش داشته است می‌توان به ویلی آزاد، ویلی آزاد ۲، هوی متال ، زیر هشت، ناگفته اشاره کرد.